# Air Dolomiti
Air Dolomiti L.A.R.E. S.p.A es una aerolínea regional con sede en Verona, Italia. Esta es parte de Lufthansa Regional enlazando 11 destinos domésticos y en Viena con la red de Lufthansa a través de Fráncfort. Sus principales bases son el Aeropuerto de Verona y el Aeropuerto de Friuli Venezia Giulia, Trieste, con un centro de conexión en el Aeropuerto de Múnich.
Air Dolomiti opera desde 14 aeropuertos de los cuales 11 tienen su sede en Italia. Los otros están en Fráncfort del Meno, Múnich y Viena. De las 15 rutas actualmente están en funcionamiento 10 desde Munich. Estos representan la mayoría de la capacidad de la línea aérea.
El nombre de la línea aérea proviene del sector de los Alpes conocido como las Dolomitas.

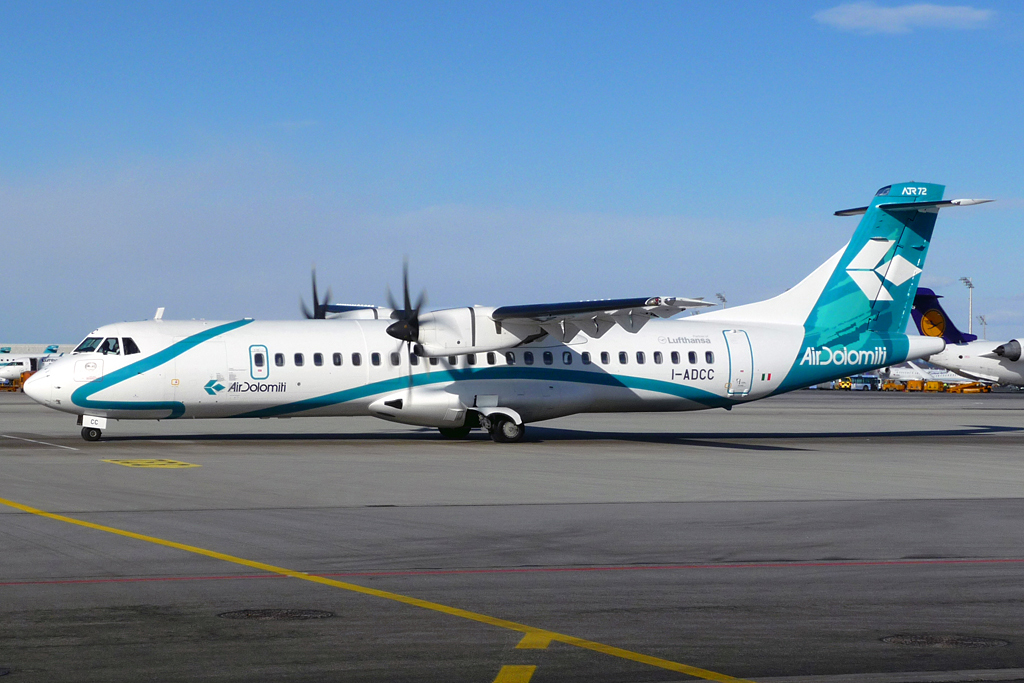
ATR 72 de Air Dolomiti a Múnich.

## Flota

### Flota Actual
La flota de Air Dolomiti se compone de las siguientes aeronaves, con una edad media de 12.6 años (a enero de 2023):
| Embraer 190   | 1  | — | Y100 |  |  |  |
| Embraer 195LR | 17 | — | Y116 |  |  |  |
| Total         | 18 | — |      |  |  |  |